# Mandeville (Louisiana)
Mandeville ist eine Stadt  im östlichen Teil des  US-Bundesstaates Louisiana am Lake Pontchartrain im St. Tammany Parish. Das U.S. Census Bureau hat bei der Volkszählung 2020 eine Einwohnerzahl von 13.192 ermittelt.
Die Kleinstadt ist Teil der Agglomeration von New Orleans.

## Geschichte
Das Gebiet war lange Zeit landwirtschaftlich genutzt worden, als die Stadt Mandeville 1834 vom Bauunternehmer Bernard Xavier de Marigny de Mandeville, besser bekannt als Bernard de Marigny, angelegt wurde. Im Jahr 1840 wurde Mandeville als Stadt gegründet. Es wurde ein beliebtes Sommerziel für wohlhabende Leute aus New Orleans, die der Hitze der Stadt entkommen wollten. Mitte des 19. Jahrhunderts begann ein regelmäßiger täglicher Dampfschiffverkehr zwischen New Orleans und Mandeville, und gegen Ende der viktorianischen Ära war Mandeville auch zu einem beliebten Wochenendziel der Mittelschicht von New Orleans geworden. Bands spielten auf den Schiffen, die über den See fuhren, und in Pavillons und Tanzsälen in Mandeville, und die Stadt wurde zu einem der ersten Orte, an dem die neue Musikrichtung Jazz außerhalb von New Orleans zu hören war.
Mandeville war von der Sturmflut des Hurrikans Katrina am 29. August 2005 betroffen und erlitt Schäden. Teile der Stadt erlebten auch weniger dramatische Überschwemmungen, als der Lake Pontchartrain aufgrund des Hurrikans Ike im Jahr 2008 über die Ufer trat. Im Jahr 2009 war der Großteil des Wiederaufbaus nach Katrina abgeschlossen. Viele Häuser und Geschäfte in den überfluteten Gebieten wurden aufgestockt.

## Demografie
Nach der Schätzung von 2019 leben in Mandeville 12.475 Menschen. Die Bevölkerung teilte sich im selben Jahr auf in 93,7 % Weiße, 2,8 % Afroamerikaner, 2,8 % Asiaten und 0,4 % mit zwei oder mehr Ethnizitäten. Hispanics oder Latinos aller Ethnien machten 3,6 % der Bevölkerung von Mandeville aus. Das mittlere Haushaltseinkommen lag bei 72.989 US-Dollar und die Armutsquote bei 10,3 %.
| Jahr | Einwohner¹ |
| ---- | ---------- |
| 1950 | 1.368      |
| 1960 | 1.740      |
| 1970 | 2.571      |
| 1980 | 6.076      |
| 1990 | 7.083      |
| 2000 | 10.489     |
| 2010 | 11.560     |
| 2020 | 13.192     |

¹ 1950 – 2020: Volkszählungsergebnisse

## Partnerstädte
- Colón, Panama

## Bilder

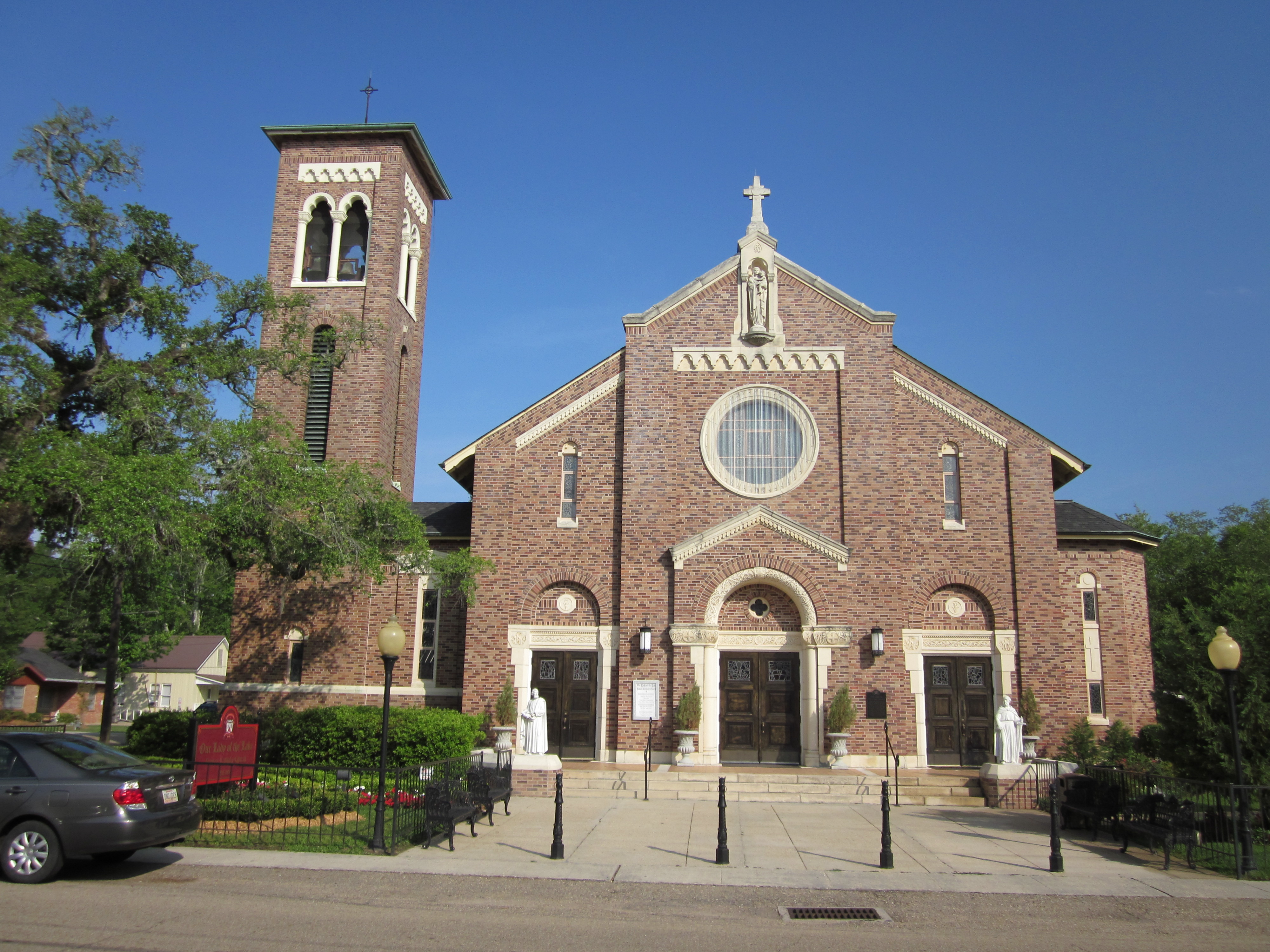
Kirche Our Lady of the Lake
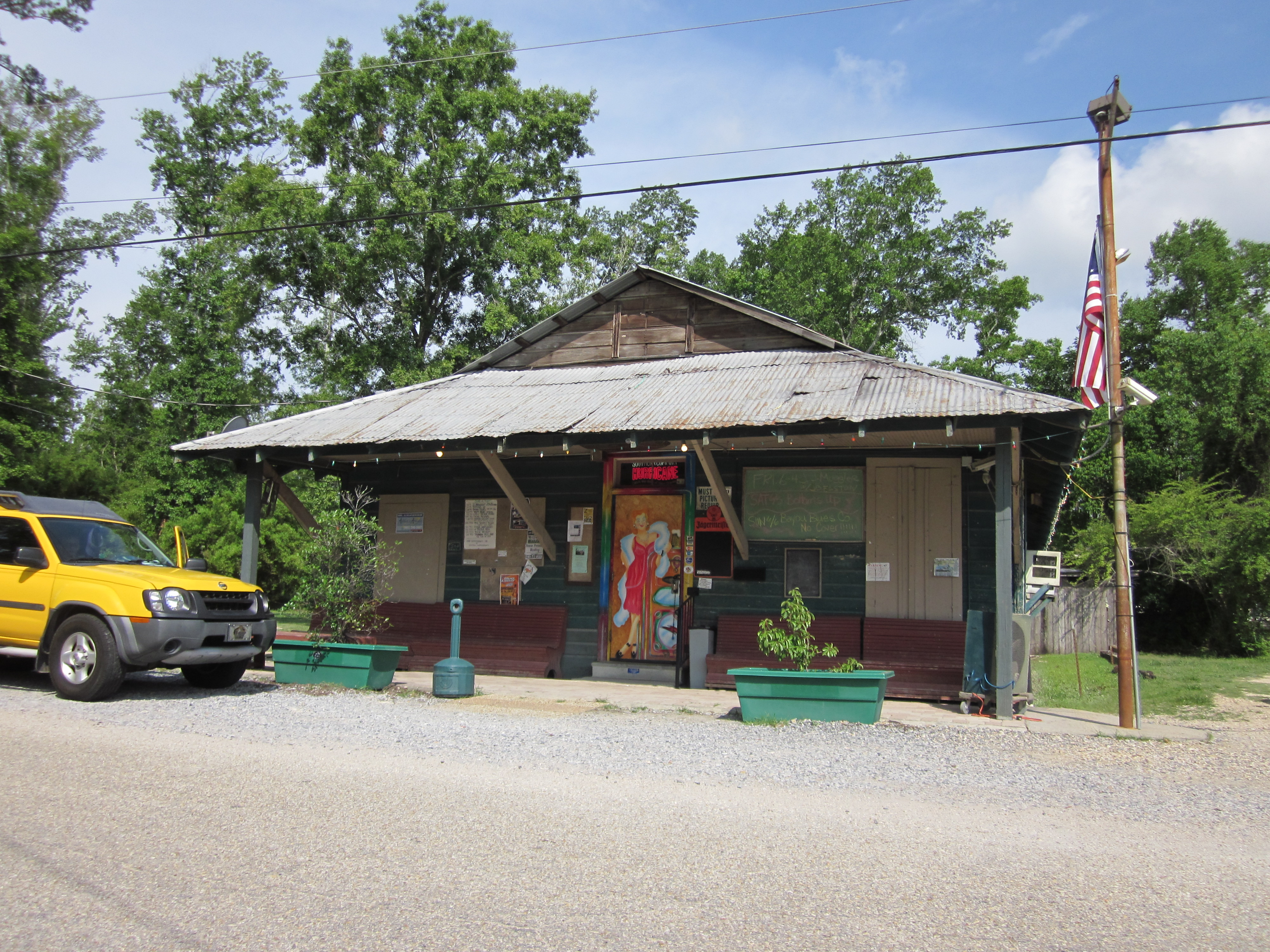
Ruby’s Roadhouse
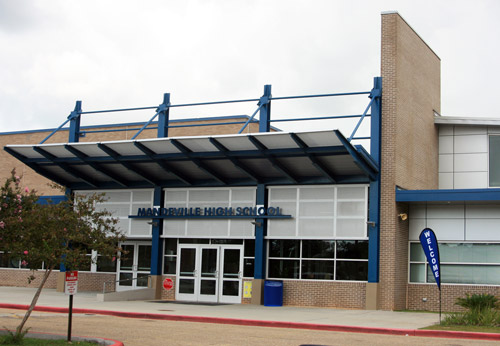
Mandeville High School
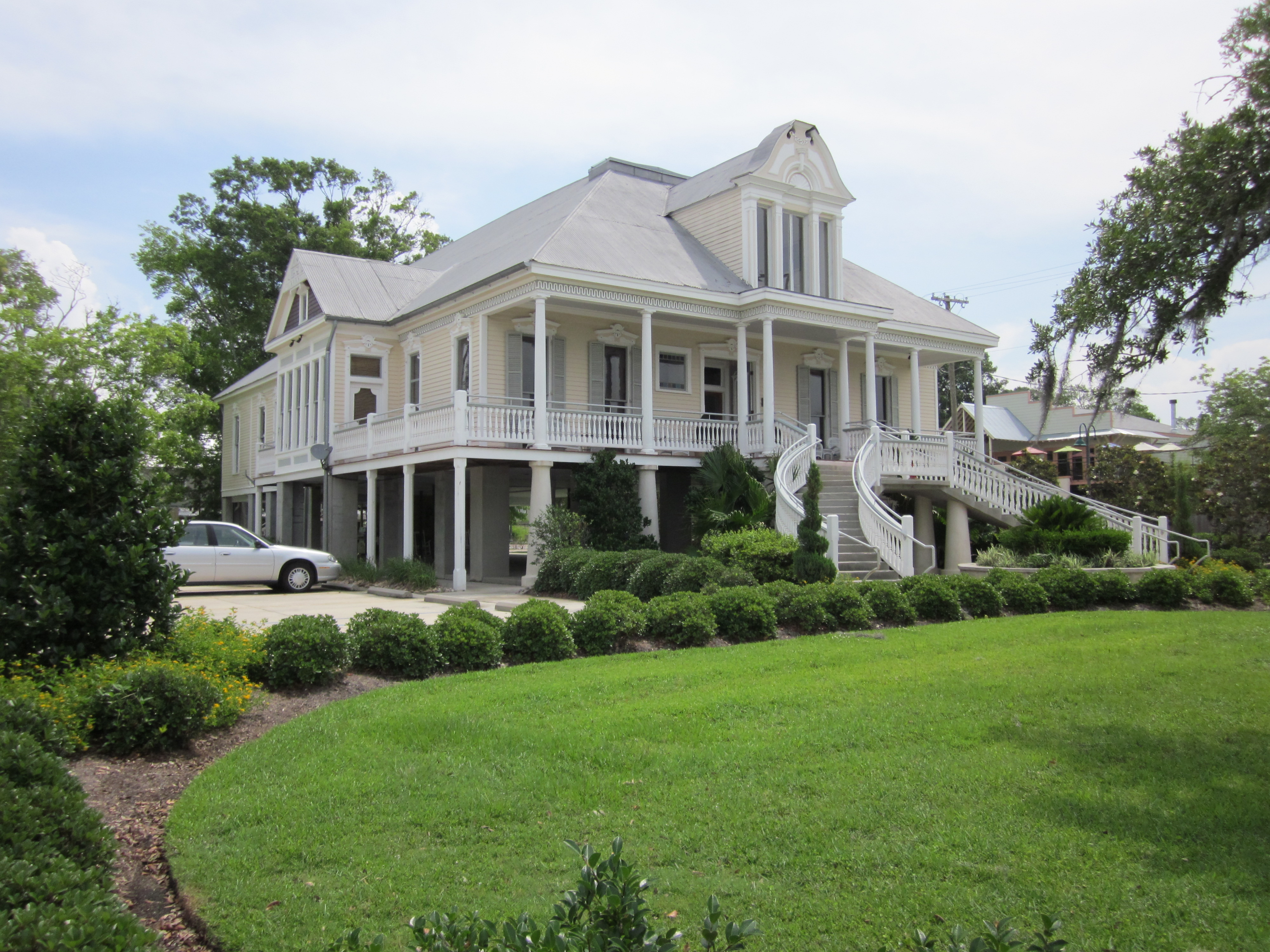
Haus in Mandeville
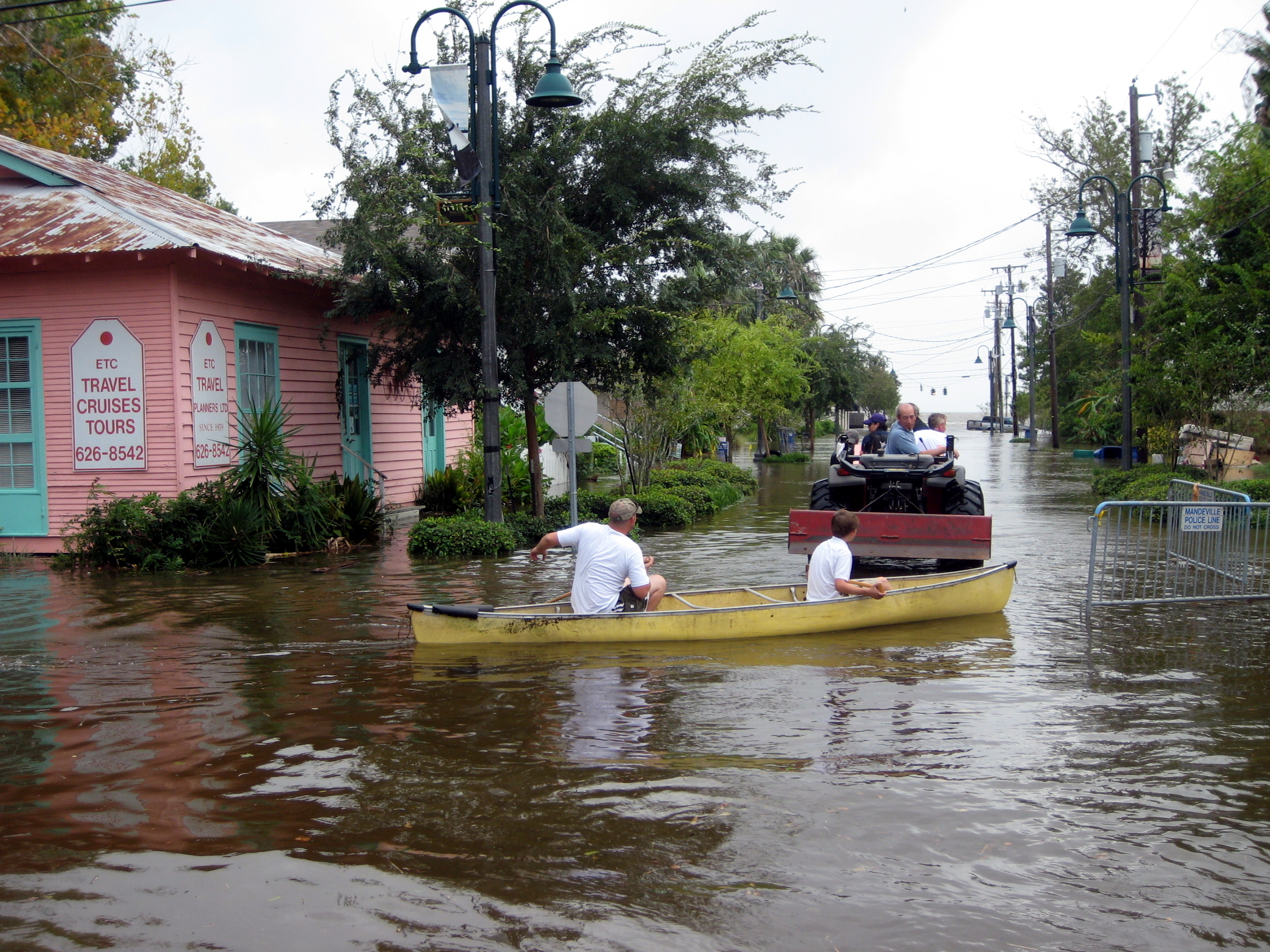
Überflutungen im Jahr 2008